# Anastasia Pivovarova
Anastasia Pivovarova (Moscou, 16 de junho de 1990) é uma tenista profissional russa, seu melhor ranqueamento de número 148 em simples, pela WTA.